# شهرستان فوگونگ
شهرستان فوگونگ (به لاتین: Fugong County) یک منطقهٔ مسکونی در چین است که در ولایت خودمختار نوجیانگ لیسو واقع شده‌است. شهرستان فوگونگ ۲٬۸۰۴ کیلومتر مربع مساحت و ۹۳٬۰۰۰ نفر جمعیت دارد.